# Johann Georg Hamann

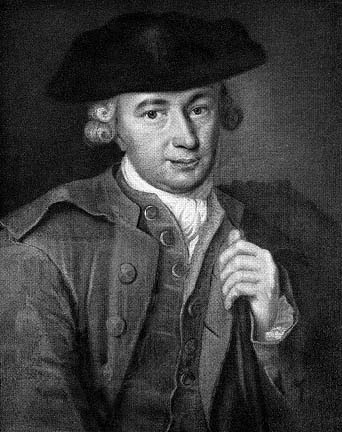
Johann Georg Hamann

Johann Georg Hamann (* 27. August 1730 in Königsberg, Ostpreußen; † 21. Juni 1788 in Münster) war ein deutscher Philosoph und Schriftsteller. Er wurde durch ein christliches Erweckungserlebnis entscheidend geprägt. Hamann ging vom sokratischen Nichtwissen aus und deutete dieses als ein Plädoyer für den Glauben. Eine höhere Einheit könne nicht durch den trennenden Verstand erfasst werden. Er kritisierte die Aufklärung und betonte, dass es Vernunft vor Sprache und Geschichte nicht geben könne. Nach Hamann beruht die Denkfähigkeit auf Sprache. Er gilt als ein Wegbereiter des Sturm und Drang. Goethe nannte ihn einen der hellsten Köpfe seiner Zeit.

## Leben und Wirken

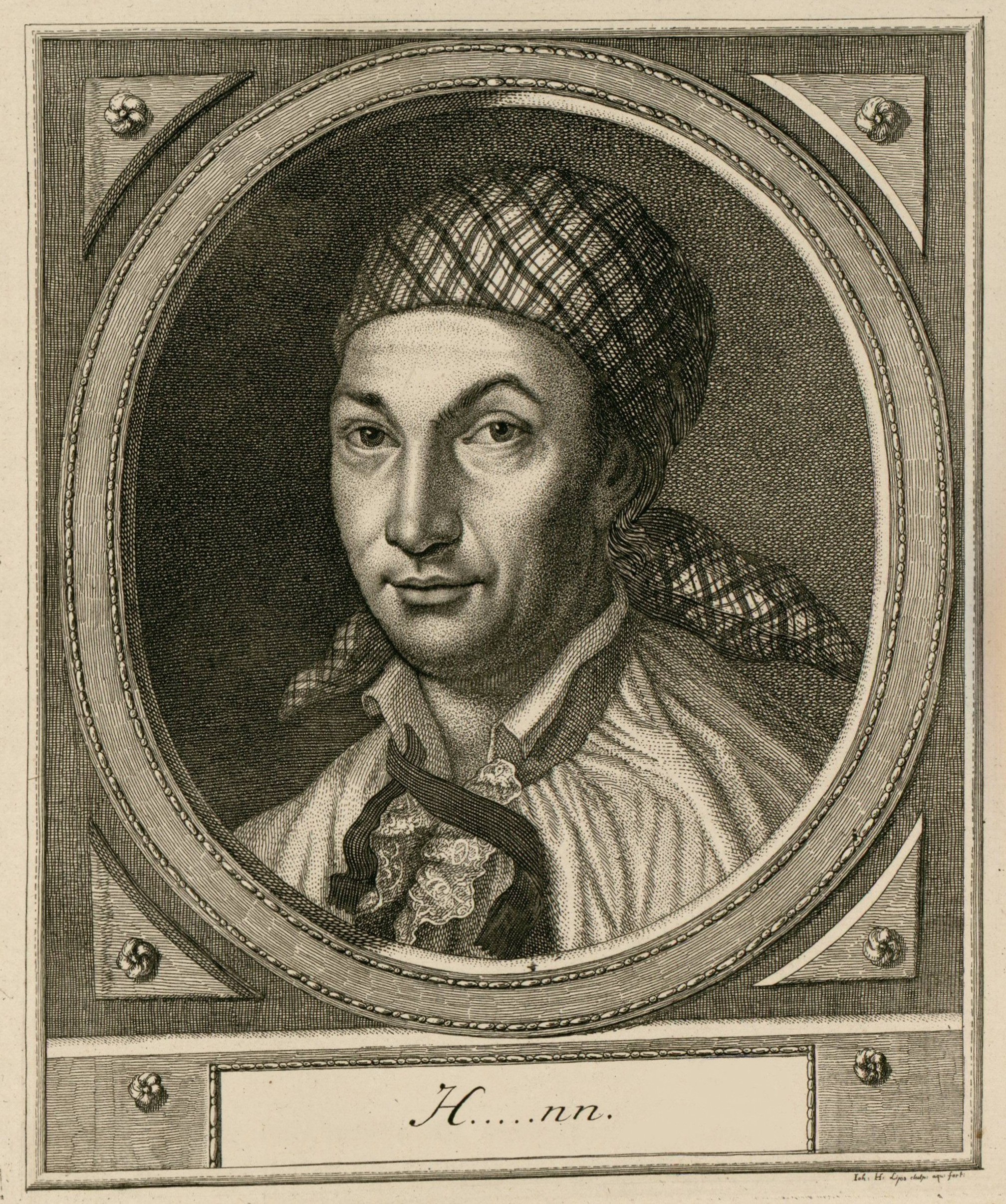
Johann Georg Hamann

### Herkunft und Studien
Der Vater Johann Christoph Hamann (1697–1766) stammte aus der Lausitz, die Mutter Maria Magdalene, geb. Nuppenau (1699–1756), aus Lübeck. Der gleichnamige spätbarocke Schriftsteller Johann Georg Hamann (der Ältere) (1697–1733) war ein Onkel. Der Vater arbeitete als Bader und Wundarzt. Hamann wurde zunächst von verschiedenen Privatlehrern unterrichtet. 1746 begann er an der Königlichen Albertus-Universität Königsberg Theologie zu studieren, später wechselte er zur Rechtswissenschaft. Er beschäftigte sich aber vor allem mit Sprachen, Literatur und Philosophie, außerdem mit den Naturwissenschaften, und erwarb eine enzyklopädische Gelehrsamkeit. Hamann stotterte und war hypochondrisch veranlagt. Er gehörte zu den Herausgebern der Wochenzeitschrift Daphne, die von 1749 bis 1750 bei Martin Eberhard Dorn in Königsberg erschien und als anonyme Gemeinschaftsarbeit herausgegeben wurde. Die Autoren und Herausgeber verstanden sich damals als lokale Aufklärer und waren überwiegend französischem Geist und Geschmack verpflichtet. Hamann verließ 1752 ohne Abschluss die Universität und wurde in Livland Hofmeister. In dieser Zeit setzte er seine breitgefächerten privaten Studien fort. Er war von Giordano Bruno, Gottfried Wilhelm Leibniz, Baruch de Spinoza und dem Neuplatonismus beeinflusst. Mit Immanuel Kant war er befreundet.

### Reisen und die Londoner Senel-Affäre
Hamanns erste größere Veröffentlichung war die Übersetzung einer handelspolitischen Schrift. Er wurde daraufhin 1756 beim Handelshaus Berens in Riga eingestellt. Mit dem Kaufmann Johann Christoph Berens, einem der anderen Herausgeber der Wochenzeitschrift Daphne, war Hamann eng vertraut. Er warb zunächst erfolgreich um dessen Schwester Catharina, die Beziehung scheiterte aber später. 1757 reiste er aus kaufmännischen Gründen über Königsberg, Berlin, Lübeck, Hamburg und Amsterdam nach London. Die sog. „Senel-Affäre“ ist der Wendepunkt in Hamanns Biografie. Er hatte sich dort leidenschaftlich in den jungen Lautenspieler Senel verliebt, den er als zukünftigen Gefährten sah, der aber ein schändlich professionelles Spiel mit ihm trieb, so dass Hamann nach Bitten, Beleidigungen und Erpressungsversuchen einen Nervenzusammenbruch erlitt. Im Frühsommer 1758 reiste er ab. In tiefer Krise durch sein Scheitern als wirtschaftsorientierter Weltmann, seine finanziellen Schwierigkeiten und die Senel-Affäre studierte er eingehend die Bibel. Dabei kam es zu einem Erweckungserlebnis.

„Ein Freund, der mir einen Schlüssel zu meinem Herzen geben konnte, den Leitfaden von meinem Labyrinth, war öfters ein Wunsch, den ich that, ohne den Inhalt desselben recht zu verstehen und einzusehen. Gott Lob! ich fand diesen Freund in meinem Herzen, der sich in selbiges schlich, da ich die Leere und das Dunkle und das Wüste desselben am meisten fühlte. Ich hatte das alte Testament einmal zu Ende gelesen und das neue zweimal, wo ich nicht irre, in der Zeit. […] Je weiter ich kam, je neuer wurde es mir, je göttlicher erfuhr ich den Inhalt und die Wirkung desselben.“

### Distanz zur Aufklärung

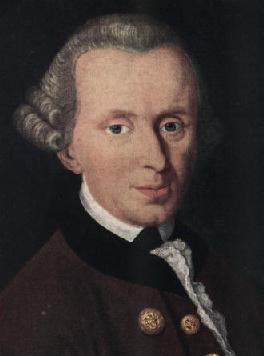
Immanuel Kant

Nach Hamanns christlichem Erweckungserlebnis kam es zu Spannungen mit dem Berensschen Kreis, der ihn nun für einen bürgerlich unbrauchbaren christlichen Schwärmer hielt. Berens versuchte, seinen alten Freund und Mitarbeiter für die Gedanken der Aufklärung zurückzugewinnen. Kant sollte dabei helfen und vermitteln, er war aber nicht erfolgreich. Im Zusammenhang mit diesen Meinungsverschiedenheiten entstanden die Sokratischen Denkwürdigkeiten als Rechtfertigungsschrift gegen Berens und Kant. In kritischer Haltung zu den Philosophen der Aufklärung verfocht Hamann von nun an eine Rückbesinnung auf Motive wie Gottesbestimmung, Schöpfung und göttliche Menschwerdung sowie auf die Einheit von Vernunft und Sinnlichkeit, Allgemeinem und Einzelnem bzw. Begriff und wahrnehmbarem Zeichen. Er erkannte im Denken den zufälligsten und abstraktesten Modus der menschlichen Existenz. Dem Erfassen der Wirklichkeit mit dem Verstand stellte er Empfinden und Glauben gegenüber, die den ganzen Menschen unausweichlich verpflichteten. Unser eigenes Dasein und die Existenz aller Dinge außer uns müsse geglaubt und könne auf „keine andere Art ausgemacht“ werden. Dem Glauben komme so eine größere Gewissheit als der Vernunft zu. Berens und Kant warfen Hamann lebensfremde Schwärmerei vor, doch er zeigte sich davon unbeeindruckt. Er lehnte es ab, eine Reihe von Artikeln aus der Encyclopédie Denis Diderots zu übersetzen. Er meinte, keiner der betreffenden Artikel sei einer Übersetzung wert.

### Rückkehr nach Königsberg

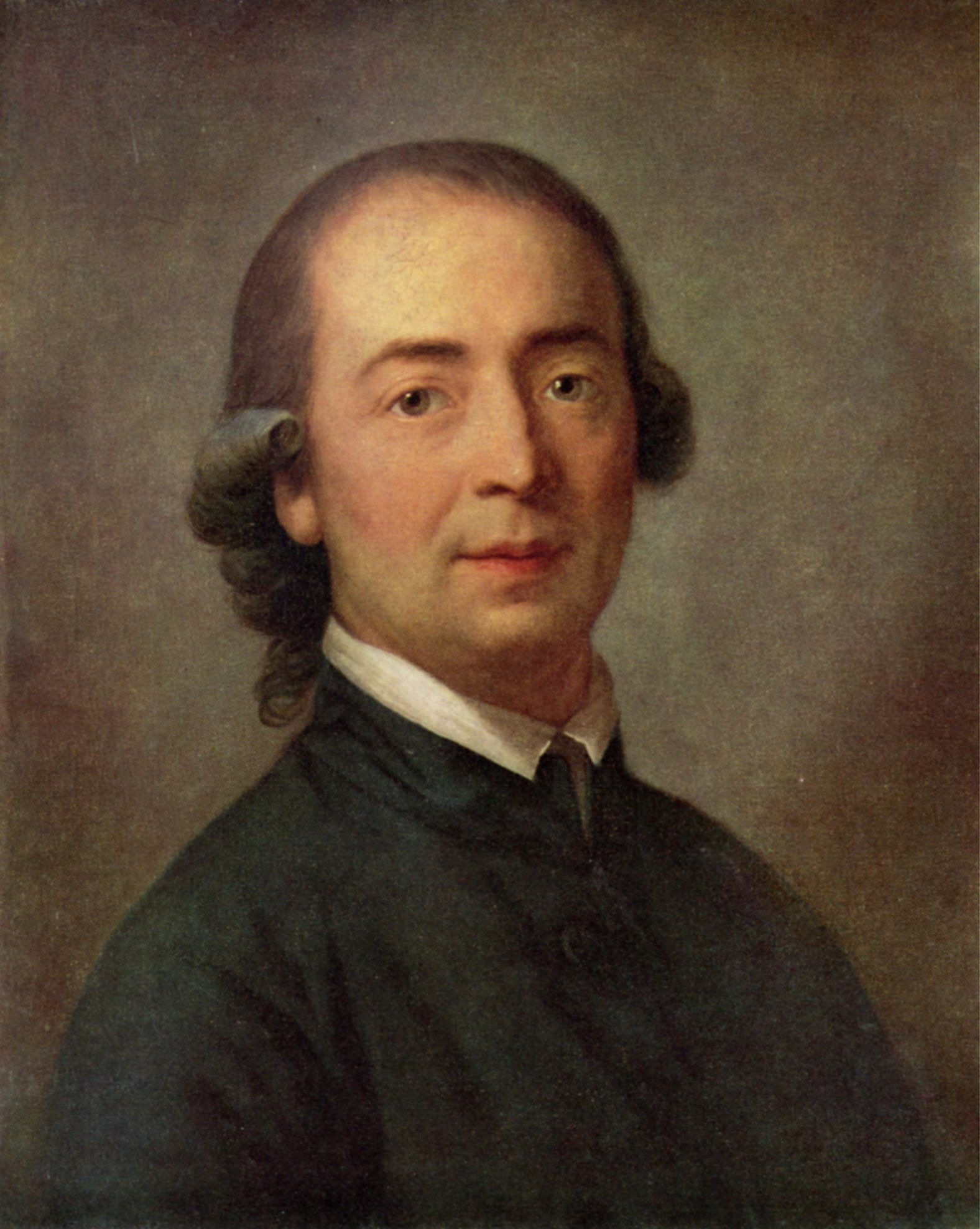
Johann Gottfried Herder

Anfang 1759 kehrte Hamann wegen einer schweren Erkrankung seines Vaters nach Königsberg zurück und nahm dort einen bürgerlichen Beruf auf, der für ihn aber eher nebensächlich war. Wegen eines Sprachfehlers konnte er weder predigen noch Vorlesungen halten. Seine Belesenheit und die Kenntnis fremder Sprachen waren bei seiner umfangreichen schriftstellerischen Tätigkeit hilfreich. Er sorgte für den kranken Vater und seinen geistig behinderten Bruder. Anna Regina Schumacher, die Magd des Vaters, unterstützte ihn bei der Pflege. Eine Freundschaft verband ihn mit dem Verleger Johann Friedrich Hartknoch, der seine „Essais à la Mosaique“ sowie eine Sammlung kleiner Schriften herausbrachte. 1762 begann die Freundschaft mit Johann Gottfried Herder, den er in englischer Literatur und Sprache unterrichtete und stark beeinflusste. 1764 reiste er auf Einladung Friedrich Karl von Mosers nach Frankfurt, seine Hoffnung auf eine Anstellung als Erzieher zerschlug sich allerdings. 1765 arbeitete er in Mitau als Sekretär eines Rechtsanwalts. Nach dem Tod des Vaters kehrte er nach Königsberg zurück. Hamann erhielt 1767 durch Vermittlung Kants bei der preußischen Zollverwaltung eine Stelle als Übersetzer. Mit Anna Regina Schumacher begann er eine nie legalisierte Gewissensehe, aus der vier Kinder hervorgingen. 1777 wurde er zum Packhofverwalter ernannt. Die berufliche Tätigkeit ließ ihm genügend Zeit zum Schreiben und zu ausgedehnter Lektüre, die finanziellen Verhältnisse waren aber stets angespannt. Von 1764 bis 1779 war er Mitarbeiter der Königsbergschen Gelehrten und Politischen Zeitungen, für die er viele Rezensionen verfasste.

### Westfälische Gönner

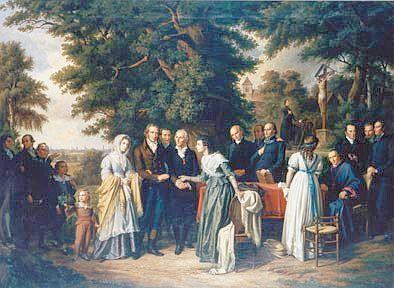
Fürstin Gallitzin im Kreis ihrer Freunde, ganz links Bucholtz (Th. von Oer)

Um 1782 wurde der vermögende Franz Kaspar Bucholtz auf das Werk Hamanns aufmerksam. Bucholtz war Herr von Welbergen, einem Wasserschloss zwischen Burgsteinfurt und Ochtrup. Er entschloss sich, Hamann zu helfen, und bat diesen, ihn als Sohn aufzunehmen. Im November 1784 überwies er Hamann 4000 Reichstaler an ein Königsberger Bankhaus. Von den Zinsen konnte Hamann die Erziehung seiner Kinder bestreiten und seine wirtschaftliche Not hatte ein Ende. Durch Buchholz wurde auch Fürstin Amalie von Gallitzin (1748–1806) in Münster auf Hamann aufmerksam. Um seine Gönner besuchen zu können, stellte er mehrmals Urlaubsgesuche, die schließlich mit der Versetzung in den Ruhestand beantwortet wurden. Zusammen mit seinem Sohn Michael und einem Arzt reiste er 1787 nach Münster, wo er krank eintraf. Im Sommer besuchte er Friedrich Heinrich Jacobi in Pempelfort, den Winter verbrachte er krank auf der Wasserburg zu Welbergen. Im März 1788 kehrte er nach Münster zurück und wurde geistlicher Berater der Fürstin Gallitzin. Als er wieder zur Heimreise nach Königsberg aufbrechen wollte, starb Johann Georg Hamann am 21. Juni 1788 in Münster. Hamann wurde im Garten der Fürstin begraben. Sein Grab liegt heute auf dem historischen Überwasser-Friedhof in Münster.

## Die Sicht der Welt durch die Sprache

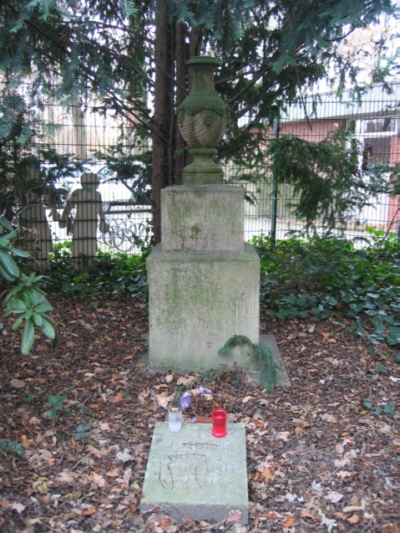
Grab Hamanns in Münster

### Höllenfahrt der Selbsterkenntnis
Hamann trat durch seine Londoner Sinnkrise eine Höllenfahrt der Selbsterkenntnis an. Angeregt durch die Geschichte des Brudermords im vierten Kapitel des ersten Buchs Mose löste sich dann bei ihm am Abend des 31. März 1758 der Knoten und er erfuhr das biblische Wort neu und unmittelbar. Diese Erfahrung machte er nicht in einem isolierten Augenblick, sondern in einem Zusammenhang weitgespannten Lesens und Schreibens. Er wünschte sich von da an, dass man es bewusst höre und gerade in seiner Undurchschaubarkeit lebendig erfahre. Er fürchtete aber, dass die aufgedeckte Tiefe seines Herzens missbraucht werden könnte, um einen „Thurm der Vernunft“ zu errichten, „dessen Spitze bis an den Himmel reicht und durch dessen Ziegel und Schleim wir uns einen Namen zu machen gedenken und dessen Fahne der irrenden Menge zum Wahrzeichen dienen soll.“ Deshalb wollte er „lieber gar nicht als unrecht verstanden werden.“

### Schreibart der Leidenschaft
Hamanns meist recht kurze Schriften sind durchzogen von Zitaten, Anspielungen und Metaphern. Hamann selbst bezeichnet seinen Stil als „Emphasiologie“ und „Schreibart der Leidenschaft“. Leidenschaft ist für ihn mit der Erfahrung von Transzendenz, mit der Heiligkeit der Gefühle verbunden. Der Weg der Erkenntnis führt für ihn zunächst in das eigene Selbst, um in einem zweiten Schritt durch geschickte Anwendung die Dinge offenbar werden zu lassen. Es besteht für ihn eine enge Verbindung von Stil und individueller Erkenntnis.

„Das Leben des Styls hängt folglich von der Individualität unserer Begriffe und Leidenschaften ab, und von derselben geschickten Anwendung zur Erkenntniß und Offenbarung der Gegenstände durch gleichartige Mittel. Die einheimische Selbsterkenntnis scheint die Einheit zu seyn, welche das Maß und Gehalt aller äußerlichen Erkenntniß bestimmt.“

Hamann trägt seine Gedanken häufig in aphoristischer Kürze vor. „Wahrheiten, Grundsätzen, Systemen bin ich nicht gewachsen. Brocken, Fragmente, Grillen, Einfälle. Ein jeder nach seinem Grund und Boden.“ Mit seinem rabulistischen Stil nimmt Hamann die Eitelkeit des Rationalismus auf die Schippe, der sich ihm zufolge einbildet, mit einem System die ganze Welt zu erklären. Trotzdem weisen seine Texte einen inneren Zusammenhang auf. „In meinem mimischen Styl herrscht eine strengere Logic und eine geleimtere Verbindung als in den Begriffen lebhafter Köpfe“, schreibt er in einem Brief an Immanuel Kant vom 27. Juli 1759. Sein assoziativer Stil steht im Gegensatz zur Klarheit des rationalistischen Wissenschaftsideals. Mit Intuition, Sinnen und Empfindungen trachtet er die Welt zu durchdringen und die grundlegenden schöpferischen Kräfte zu erkennen. Hamann versucht, den Leser zu engagierter und prüfender Lektüre zu bewegen. Deshalb bietet er kein fertiges Endprodukt, das einfach konsumiert werden kann. Hamann erwartet eine Lesehandlung, die „die fehlenden Noten zu ergänzen vermag und so im Suchen, Nachschlagen und Finden einen eigenen Erkenntnisprozeß durchläuft.“ Seine Schriften ziehen viele Register der gelehrten Kritik und der Philologie. In seinem Briefwechsel pflegte er eine deutlichere und einfachere Art der Darstellung.

### Sokratisches Nichtwissen
Hamann erhebt die Subjektivität des Genies über den kritisch denkenden Kopf. Die aufklärerische Vernunftautonomie lehnt Hamann ab. Während die Aufklärung der Erkenntnis optimistisch begegnet, betrachtet er die Wirklichkeit skeptischer und ist zugleich offener für das Geheimnis. Der Glaube entspricht ihm eher als das rationale Wissen. Überzeugt davon, dass sich unsere seelischen Regungen in einem Halbdunkel abspielen, bedient sich Hamann einer teilweise schwer verständlichen Sprache. Er verknüpft das Motto des Orakels von Delphi „Erkenne dich selbst!“ mit der Maxime des Sokrates „Ich weiß, dass ich nichts weiß!“ und verlangt vom schöpferischen Menschen die „Herzwärme der Willkür“. Hamann analysiert die Unwissenheit des Sokrates als radikale Selbsterkenntnis, Empfindung und Glaube. Das sokratische Nichtwissen sei kein Werk der Vernunft und so wenig wie Schmecken und Sehen auf Gründe gestützt. Die Kehrseite der Unwissenheit des Sokrates sei sein Daimonion. Sokrates könne sein Daimonion nicht beschreiben. Er sei begnadet, habe aber seine Schöpferkraft nicht unter Kontrolle. Er verführe seine Mitbürger zu einer verborgenen Wahrheit. Sokrates respektiere sein Daimonion als kritische Instanz und betrachte es mit Gottesfurcht. Wissensdünkel sei abzulegen und das neue Leben müsse der Gottesliebe folgen. In der gnädigen Hinwendung Gottes eröffne sich ein neuer schöpferischer Freiheitsraum für den Menschen. Wahre Selbsterkenntnis und Gotteserkenntnis seien nicht voneinander zu lösen.

„Hieraus sieht man, wie nothwendig unser Selbst in dem Schöpfer desselben gegründet ist, daß wir die Erkenntnis unserer Selbst nicht in uns[erer] Macht haben, daß um den Umfang desselben auszumäßen, wir biß in den Schoß der Gottheit dring[en]  müssen, die allein d[as] ganze Geheimnis uns[eres] Wesens bestimmen und auflösen kann. […] Gott und mein Nächster gehören also zu meiner Selbsterkenntnis, zu meiner Selbstliebe.“

### Gott als Schriftsteller
Für Hamann ist Gott ein Schriftsteller und es offenbart sich die Poesie Gottes in den Büchern der Natur und der Geschichte. Vernunft sei Sprache (λόγος). „Jede Erscheinung der Natur war ein Wort – das Zeichen, Sinnbild und Unterpfand einer neuen, geheimen, unaussprechlichen, aber desto innigeren Vereinigung, Mittheilung und Gemeinschaft göttlicher Energien und Ideen. Alles, was der Mensch am Anfange hörte, […] war ein lebendiges Wort; denn Gott war das Wort.“ Die Poesie Gottes sei die Muttersprache des menschlichen Geschlechts. Ihre Rede sei figürlich. Die Wahrheit und das Wesen der Dinge könnten von den endlichen Geschöpfen nur in Gleichnissen geschaut werden. Sinne und Leidenschaften verstünden nichts als Bilder. Die Bibel sei der Schlüssel zum Buch der Natur und zum Buch der Geschichte. Die Bücher der Natur und der Geschichte seien nichts als Chiffren, verborgene Zeichen, die den Schlüssel nötig haben. Ihre Deutungen seien, gleich wie die der heiligen Schriften, nur menschliche Lesarten eines göttlichen Textes und als solche nie endgültig.

„Rede, daß ich Dich sehe! – Dieser Wunsch wurde durch die Schöpfung erfüllt, die eine Rede an die Kreatur durch die Kreatur ist; denn ein Tag sagts dem andern, und eine Nacht thuts kund der andern. Ihre Losung läuft über jedes Klima bis an der Welt Ende und in jeder Mundart hört man ihre Stimme“

### Einheit der Gegensätze
Für Hamann umfasst die Einheit der Schöpfung sowohl die Vergangenheit als auch die Zukunft. Die Wirklichkeit insgesamt betrachtet er als eine Einheit von Entgegengesetztem. Wahres Denken und Leben würden erst in dem Absoluten erfüllt, das die Gegensätze und Widersprüche zusammenfallen lässt und damit überwindet. Die coincidentia oppositorum, der Zusammenfall der Gegensätze, ist für Hamann ein faszinierender Gedanke. Er weist ihn in den christlichen Mysterien sowie in der rätselhaften Vereinigung von Körper und Geist, von Sinnlichkeit und Vernunft bzw. von Schicksal und Verantwortung im menschlichen Leben nach. Das Geheimnis der göttlichen Weisheit bestehe gerade darin, Dinge zu vereinigen, die sich einander widersprechen und sich zu vernichten scheinen. Gott offenbare sich gerade im Mysterium des „Widerspruchs am Schandpfahl des Kreuzes“. Die coincidentia oppositorum steht in einem Bezug zur Ironie, die in seinen Schriften vielfach auflebt. Es zeigt sich eine geistige Verwandtschaft mit den Romanen Laurence Sternes, den Hamann schätzte.

### Kritik der Aufklärung
Hamann war, ähnlich wie sein Freund Herder, ein aufgeklärter Aufklärungskritiker, der selbst als christlicher Autor wirken wollte. In seiner Kritik der Vernunftkritik Kants lehnte Hamann die strikte Trennung zwischen Sinnlichkeit, durch welche die Gegenstände gegeben werden, und Verstand, durch welche diese gedacht werden, ab. Hamann bezeichnet diese Kritik der Vernunftkritik als Metakritik. Es handelt sich um eine Wortschöpfung Hamanns, die 1784 im Titel seiner Schrift Metakritik über den Purismum der Vernunft erschien und dann von Herder in der Schrift Verstand und Erfahrung. Eine Metakritik zur Kritik der reinen Vernunft 1799 aufgegriffen wurde.
In der Sprache erblickte Hamann die ursprüngliche Einheit von Sinnlichkeit und Verstand. Weil das ganze Denkvermögen auf Sprache beruhe, gebe uns „die schlechte Busenschlange der gemeinen Volkssprache das schönste Gleichnis für die hypostatische Vereinigung der sinnlichen und verständlichen Naturen“. Vernunft vor Sprache und Geschichte könne es nicht geben. Philosophie ohne Geschichte sei „Grillen und Wortkram“.

„Die erste Reinigung der Philosophie bestand nehmlich in dem theils misverstandenen, theils mislungenen Versuch, die Vernunft von aller Ueberlieferung, Tradition und Glauben daran unabhängig zu machen.“

Hamann wirft Kant vor, die Reichweite der Vernunft immer schon im Voraus wissen zu wollen und dadurch die Vernunft auf sich selbst zu beschränken und sie gegenüber dem Neuen und insbesondere der Anrede Gottes unempfänglich zu machen. Vernunft dürfe ihre Abhängigkeit und Endlichkeit nicht verleugnen. Vernunft sei durch Erziehung, Erfahrung und die Sinne vermittelt und damit letztlich geschichtlich. Deshalb werde sie auch von Neigungen und Abneigungen beeinflusst.

„Die Gesundheit der Vernunft ist der wohlfeilste, eigenmächtigste und unverschämteste Selbstruhm, durch den alles zum voraus gesetzt wird, was eben zu beweisen war, und wodurch alle freye Untersuchung der Wahrheit gewaltthätiger als durch die Unfehlbarkeit der römisch-katholischen Kirche ausgeschlossen wird.“

Nach Hamann beruht jede Erkenntnis auf Überzeugungen, die selbst nicht mit der Vernunft begründet oder widerlegt werden können. Jeder, der über etwas nachdenkt und dabei etwas versteht, bringe dabei seine eigenen Voraussetzungen ein. Das präge dann auch seine Erkenntnisse.

## Rezeption

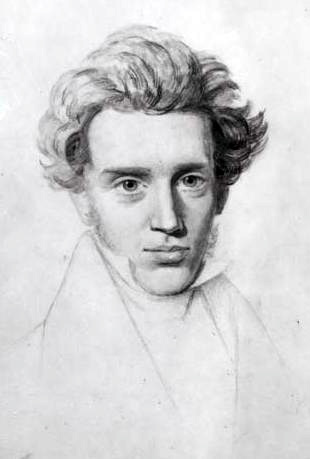
Søren Kierkegaard

Friedrich Karl von Moser bezeichnete Hamann wegen seiner teilweise dunklen Sprache und in Anspielung auf Hamanns Schrift Die Magi aus dem Morgenlande (1760) als „Magus des Nordens“. Hamann war ein Wegbereiter des Sturm und Drang, als dessen Prophet er bezeichnet worden ist, und der Romantik. Er beeinflusste Herder, Jacobi, Johann Wolfgang Goethe, Georg Wilhelm Friedrich Hegel, Friedrich Wilhelm Joseph Schelling und Ernst von Lasaulx. Søren Kierkegaard studierte Hamanns Schriften intensiv und entwickelte aus Motiven, die er bei Hamann fand, seine eigene Philosophie. Nachweisbar ist auch ein Einfluss auf Ernst Jünger. Die Schriften Hamanns wurden außerdem in der Sprachphilosophie rezipiert.
In der evangelischen Theologie wirkt Hamanns Bibelverständnis beispielsweise in der Hallenser Tradition biblischer Theologie (Martin Kähler, Julius Schniewind, Otto Michel) und der Erlanger Schule (Johann Christian Konrad von Hofmann, Adolf von Harleß, Hermann Olshausen, Hermann Bezzel u. a.) fort. Hamann vertritt die Verbalinspiration der Bibel, fasst sie aber nicht als Irrtumslosigkeit oder stilistische Vollkommenheit auf. Er nimmt vielmehr die historische Bedingtheit der Bibel ernst, versteht sie aber als Werk des Heiligen Geistes, der „das, was töricht ist vor der Welt“ (1 Kor 1,27 ), erwählt hat. So ist die Bibel ihm zufolge vom rationalistischen Standpunkt aus durchaus anfechtbar; mit den Augen „eines Freundes, eines Vertrauten, eines Liebhabers“ könne man in ihr aber die „Strahlen der himmlischen Herrlichkeit wahrnehmen“.
Friedmar Apel betrachtete die Poetologie Herta Müllers als stark von Hamann beeinflusst und entlieh darum aus Hamanns Aesthetica in nuce für die Zergliederung bzw. für das Zerreißen von Texten den Begriff „Turbatverse“.
Umstritten ist, ob Hamann Irrationalismus nachgesagt werden kann. Diese Auffassung wurde von Isaiah Berlin vertreten. Dagegen wird eingewandt, Berlin übersehe die aufklärerischen Elemente bei Hamann und überhöhe den Irrationalismus zu einer nationalen deutschen Eigenschaft. Unstreitig dürfte sein, dass Hamann die menschliche Natur als wesentlich nicht rational verstand und das, was über die menschliche Vernunft hinausgeht, für bedeutend hielt.
Christian Lehnert bezeichnet Hamann als einen seiner Lieblingsphilosophen.

## Gedenktag
20. Juni im Evangelischen Namenkalender.

## Werke
- Biblische Betrachtungen, 1758
- Gedanken über meinen Lebenslauf, 1758/59
- Sokratische Denkwürdigkeiten, 1759 (Digitalisat und Volltext im Deutschen Textarchiv)
- Versuch über eine akademische Frage, 1760
- Aesthetica in nuce, 1760 (siehe Weblinks!)
- Die Magi aus dem Morgenlande, 1760
- Vermischte Anmerkungen über die Wortfügung der frz. Sprache, 1761
- Wolken. Ein Nachspiel Sokrat. Denkwürdigkeiten, 1761
- Abaelardi Virbii Chimär. Einfälle über den zehnten Theil die Briefe die Neueste Litteratur betreffend, 1761
- Kreuzzüge des Philologen, 1762 (Sammlung, u. a. Aesthetica in nuce)
- Essais à la Mosaique, 1762
- Schriftsteller und Kunstrichter, 1762
- Leser und Kunstrichter, 1762
- Des Ritters v. Rosencreuz letzte Willensmeynung über den göttl. u. menschl. Ursprung der Sprache, 1772
- Neue Apologie des Buchstabens h, 1773
- Christiani Zacchaei Teleonarchae Prolegomena über die neueste Auslegung der ältesten Urkunde, 1774
- Versuch einer Sibylle über die Ehe, 1775
- Konxompax. Fragmente einer apokryph. Sibylle über apokalypt. Mysterien, 1779
- Golgatha und Scheblimini. Von einem Prediger in der Wüsten, 1784
- Metakritik über den Purismus der Vernunft, 1784

Werkausgaben:
- Johann Georg Hamann. Eine Auswahl aus seinen Schriften. Hrsg. von Martin Seils. Brockhaus, 2., überarb. u. erw. Aufl., Wuppertal 1987. 1. Aufl. erschienen als Entkleidung und Verklärung. Union Verlag (VOB), Berlin 1963, ISBN 3-417-29327-8.
- Hamann’s Schriften. 8 Bände. Hrsg. von Friedrich von Roth. Reimer, Berlin 1821–1843 (Digitalisat)
- Johann Georg Hamann. Londoner Schriften. Historisch-kritische Ausgabe. Hrsg. von Oswald Bayer und Bernd Weißenborn. 1993. ISBN 978-3-406-35088-7.
- Sämtliche Werke. Sechs Bände. Hrsg. von Josef Nadler. 1949–1957, Reprint 1999 (nicht unumstrittene historisch-kritische Ausgabe).
- Johann Georg Hamann. Kommentierte Werkausgabe. Hrsg. von Leonard Keidel und Janina Reibold. Meiner Verlag, Hamburg 2018–.

## Briefausgabe
- Johann Georg Hamann Briefwechsel. Band I-III hrsg. von Walther Ziesemer und Arthur Henkel, Band IV-VII hg. von Arthur Henkel. Frankfurt/Main 1955–1979.
- Johann Georg Hamann Briefe. Ausgewählt, eingeleitet und mit Anmerkungen versehen von Arthur Henkel. Frankfurt/Main 1988.
- Johann Georg Hamann. Kommentierte Briefausgabe. Hrsg. von Leonard Keidel und Janina Reibold. Heidelberg 2020–.